# Cédrick Fiston
Cédrick Fiston est un footballeur français né le 12 avril 1981 aux Abymes.

## Biographie
Il mesure 1,84 m pour 64 kg et joue au poste de milieu. Après avoir fait sa formation dans le club de Paris SG et des Girondins de Bordeaux il joue désormais en Guadeloupe à  la Solidarité Scolaire de Pointe à Pitre.
Sélectionné dans l'Équipe de Guadeloupe de football pour la Gold Cup 2007, il marque le premier but de son équipe.